# Beat ’Em Up
Beat ’Em Up — тринадцатый сольный альбом Игги Попа, записанный в студии Hit Factory Criteria в Майами (Флорида) в 2001 году, и вышедший в 2001 году. Первый альбом Игги Попа, в списке музыкантов которого фигурировала группа The Trolls. Песня «Football» была издана в качестве сингла.

## Об альбоме
Beat ’Em Up стал первым альбомом Игги, который он продюсировал самостоятельно. Арт Коллинз, менеджер Попа, говорит о работе: «Я не говорю, что это ещё один „Raw Power“, но если „Raw Power“ является подлинным альбом Игги, то это ещё один верный альбом Игги». Он добавил, что будут «разглагольствования в альбоме, немного юмора, немного рока».

### Релиз
Альбом был выпущен 18 июня 2001 года и включал неназванную бонус-песню, известную как «Sterility», звучавшую в альбоме сразу после песни «V.I.P». «Sterility» стала гимном тех, кто относится с презрением к нынешней американской популярной музыке и культуре. Песня демонстрирует способность Игги Попа виртуозно сочетать музыку кантри, блюз и соул. В песне «Mask» Игги спрашивает: «Где же душа?» — и, видимо, сам себе отвечает в «Sterility», что «нет дома для души в современной американской культуре».

### Отношение к альбому
Хотя песня «Mask» была включена в компиляцию A Million in Prizes: The Anthology, Beat ’Em Up кажется забытым среди фанатов и критиков. Убийство выстрелами из проезжавшего автомобиля басиста Ллойда «Музмена» Робертса, бывшего на момент смерти участником The Trolls и группы Ice-T Body Count, отложили планы проведения концертного тура, а песня «Mask» была исполнена в передаче The David Letterman Show, закрепив место Игги как рок-фаворита для тех, кто с презрением относится к обстановке в нынешней американской популярной музыке, независимо от жанра. В конечном итоге весной и осенью состоялись концерты в поддержку «Beat ’Em Up» и были восприняты положительно.

## Список композиций
Все песни написаны Игги Попом и Алексом Кёстом, за исключением отмеченных.
1. «Mask» (Игги Поп, Ллойд «Музмен» Робертс, Алекс Кёст, Уайти Кёст) — 2:53
2. «L.O.S.T.» — 3:24
3. «Howl» — 5:05
4. «Football» — 3:52
5. «Savior» — 4:37
6. «Beat ’Em Up» — 4:26
7. «Talking Snake» — 4:28
8. «Jerk» — 3:44
9. «Death is Certain» — 4:38
10. «Go for the Throat» (Игги Поп, Ллойд «Музмен» Робертс, Алекс Кёст, Уайти Кёст) — 3:56
11. «Weasels» — 2:59
12. «Drink New Blood» — 4:33
13. «It’s All Shit» — 4:57
14. «Ugliness» — 5:37
15. «V.I.P.» (Игги Поп, Ллойд «Музмен» Робертс, Алекс Кёст, Уайти Кёст) (включает в себя бонус-трек «Sterility») — 13:11

## B-Sides и альтернативные версии
- «Mask» (Single Edit) — 2:53 (вероятно, тождественна треку на альбоме)

## Участники записи
- Игги Поп: вокал

The Trolls
- Уайти Кирст: гитара
- Питер Маршал: бас
- Алекс Кирст: ударные
- Ллойд «Музмен» Робертс: бас